# Alexandre Alban Rolin
Alexandre Alban Rolin, né le 28 mai 1794 à Sillery (Marne) et mort à Paris le 16 août 1869, est un militaire français du Second Empire.

## Biographie

### Carrière militaire

#### Premier Empire
Fils de l'inspecteur de l'établissement national et militaire de Sillery Jean Baptiste Charles Rolin et de Catherine Judith Trévisani, il commence sa carrière militaire sous le Premier Empire le 5 juillet 1812 en intégrant l'école spéciale militaire de Saint-Cyr. Il en ressort sous-lieutenant au 3e régiment d'artillerie de marine le 3 mars 1813. Il accomplit ses premiers faits d'armes pendant la campagne d'Allemagne (Saxe) où il commande sa compagnie aux batailles de Lützen et Bautzen. Il participe à la bataille de Leipzig le 8 octobre 1813 où il est blessé à la main droite par un coup de sabre. Il est affecté en Espagne mais ne peut rejoindre sa destination car son oncle (pour qui il est aide de camp) est enfermé dans Bayonne. Il part donc pour Hambourg en Allemagne. Il participe en 1814 à la campagne de France et passe en non-activité en janvier 1815. Il participe en 1815 à l'ultime opération militaire de Napoléon Ier : la campagne de Belgique. A la chute du Premier Empire, il est victime des licenciements de militaires mis en place pendant la Restauration et passe en non-activité et demi-solde. Il rentre donc chez lui à Tours.

#### Restauration
Sous le règne de Louis XVIII, il devient lieutenant à la légion départementale d'Indre-et-Loire le 21 août 1816. Le 16 août 1820 il est admis aide-major et intègre le régiment de lanciers de la Garde Royale. Il passe dans le corps royal d'état-major le 20 septembre 1822. Il devient capitaine le 9 avril 1823 et est employé à l'état-major de la Garde Royale le 14 avril.

#### Monarchie de Juillet
Le 25 juillet 1833, il est employé à l'état-major du camp de Compiègne puis à la première division militaire le 11 janvier 1836. En 1840, il est rapporteur auprès de la commission chargée d'examiner les projets de code de justice militaire. Il est promu lieutenant-colonel le 8 juillet 1842, major de la place de Paris le 29 avril 1845 et enfin colonel le 22 septembre 1847.

#### Deuxième République
Il est nommé chef d'état-major des troupes réunies à Paris le 28 juin 1848, à la suite des Journées de Juin. Il reprend sa fonction de chef d'état-major de la première division militaire le 21 octobre 1848. Il est promu général de brigade le 10 octobre 1850 puis membre du comité d'état-major le 20 août 1851. Il sert en France lors du coup d'état du 2 décembre 1851 de Louis-Napoléon.

#### Second Empire
Il reste au comité d'état-major avec l'avènement de l'Empire et est nommé adjudant-général du Palais pour la Maison Militaire de l'Empereur le 26 mars 1853. Son rôle était de transmettre les ordres de l'empereur aux différents officiers de la Maison. De par cette distinction, il se retrouve être le supérieur hiérarchique direct du commandant de l'escadron des cent-gardes. Il entretient de ce fait une relation amicale avec le colonel Albert Verly. L'Adjudant Général du Palais dépendait du Grand Maréchal du Palais Jean Baptiste Philibert Vaillant (1790-1872) qui avait la charge de la Maison militaire de l'Empereur. Il devient chef d'état-major général du camp du Nord le 31 mai 1854. Fonction qu'il occupe jusqu'à la suppression de son emploi le 14 mars 1855. Il est ensuite promu général de division. Il est placé dans la section de réserve le 29 mai 1859. En 1861, il assiste à la réception des ambassadeurs du Siam au château de Fontainebleau en présence de Napoléon III. Il est promu adjudant-général honoraire du Palais de l'Empereur le 11 juillet 1868.
Il meurt à Paris le 16 août 1869, et n'assiste donc pas à la guerre de 1870 et la chute du Second Empire.

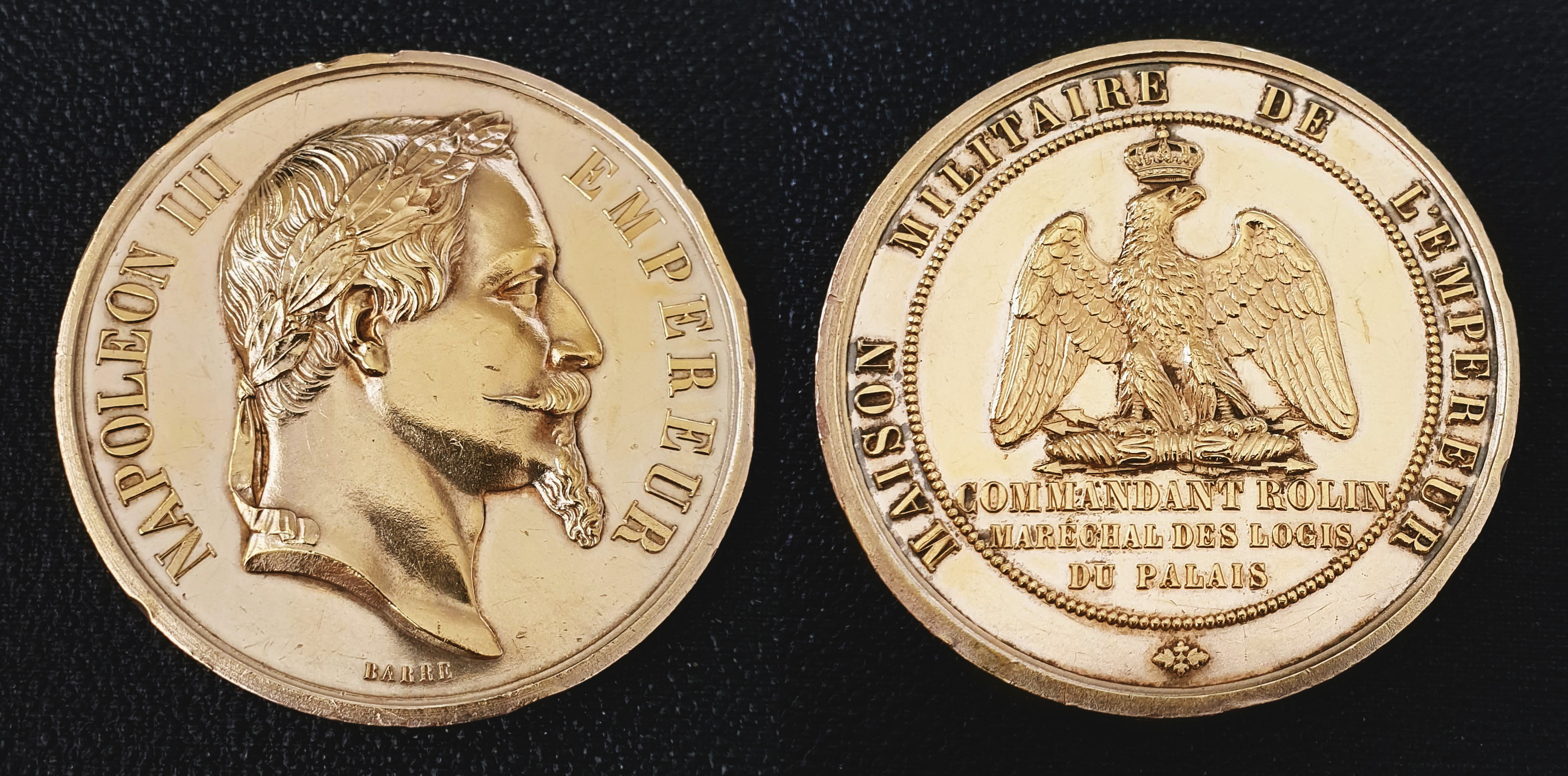
Médaille de fonction en vermeil du Général Rolin à la Maison Militaire de l'Empereur (collection privée).

Il aura été au long de sa carrière aide de camp auprès de plusieurs officiers supérieurs du Premier Empire et de la Monarchie :
- 1813 : Le général baron Lefebvre de Trevisani.
- 1813 : Le général comte Gérard[2].
- 1823 : Le général de brigade René de la Tour du Pin de Montauban (1772-1837)
- 1823 : Le général de division Alexandre Elisabeth Michel Digeon (1771-1826).
- 1824 : Le général de brigade Denys Omer Talon (1783-1853)
- 1833 :  Le lieutenant général Jean Darriule (1774-1854).
- 1833 : Le général de brigade Jacques Cavaignac de Barayne, qui fut lui-même aide de camp du Maréchal Murat (1773-1855)[2],[8].

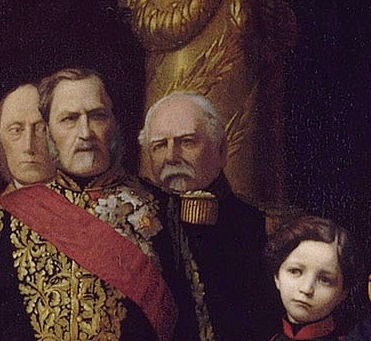
Détail de la toile
Réception des ambassadeurs siamois par l'Empereur Napoléon III au palais de Fontainebleau de Jean Léon Gérôme. Rolin est représenté derrière le Maréchal Magnan à l'aplomb de la colonne avec l'aigle impériale.

### Vie privée
Il est autorisé à épouser Alexandrine Louise Célinie Cassen le 14 mai 1827, et leurs noces sont célébrées le 28 mai 1827 à Paris. De cette union naîtront deux enfants : 
- Caroline Rolin.
- Pierre Alban Rolin[8].

## Caractère et opinions
Le général Rolin était peu apprécié de ses subordonnés. Il fut un bonapartiste convaincu et vouait un dévouement aveugle à Napoléon III. Fidélité exercée d'une façon maladroite au point que l'empereur lui-même s'en préoccupait. Il semblait être d'une avarice excessive quant aux dépenses de la Maison Impériale. Le Maréchal de Castellane dît de lui : «On rend justice à l'adjudant-général du palais Rolin, qui met un grand ordre dans les dépenses du château».

## Distinctions
France
- Légion d'Honneur : 
  - Chevalier le 8 juin 1825.
  - Officier le 22 mai 1839.
  - Grand officier le 22 mars 1856.
  - Grand croix le 12 août 1864[4].

 Royaume des Pays-Bas
- Chevalier de l'étoile de l'ordre de la Couronne de Chêne.

 Grand-duché de Bade
- Commandeur de première classe de l'ordre du Lion de Zaeringen.

 Royaume de Suède
- Chevalier de l'ordre des Séraphins[4].